# 都市懼集
《都市懼集》（英語：Urban Horror），2024年暑假短影音新型態台劇，由6個單元、34個恐怖極短劇組成。2024年7月12日於CATCHPLAY獨播。由李俊宏、陳保中、黃丹琪執導。許瑋甯、林柏宏、劉品言、傅孟柏、高英軒、李劭婕、初孟軒、黃冠智、王渝萱領銜主演。每日早上10:00更新一集。
香港、新加坡、馬來西亞、泰國、印尼、中東及菲律賓由Viu同步播出。

## 簡介
深入人聲鼎沸的商圈、日常無聲的街巷、表面寧靜的住宅大樓等場所，帶領觀眾直窺種種潛藏於日常生活之間，卻從未察覺的恐懼來源...

## 劇集
| 集數 | 中文劇名 | 首播日         | 主演                         | 時長   |
| ---- | --- | -------------- | ---------------------------- | ------ |
| 1    | 計程車招呼站 | 2024年07月12日 | 許瑋甯、 竺定誼              | 5分鐘  |
| 1    | 麗萍加班到深夜，搭上一台老計程車，司機熟練講出所住樓層，並等到麗萍進屋開燈後才開走，令她毛骨悚然。                                             |                |                              |        |
| 2    | 失物招領 | 2024年7月12日  | 黃姵嘉、廖允杰               | 4分鐘  |
| 2    | 曼曼吃力拖著行李箱走進迷宮般的北車地下街準備轉捷運，四周店家一間間打烊，赫然發現行李箱變得很重，打開發現拿錯箱子，裡面裝的物品讓她恐懼……       |                |                              |        |
| 3    | 末班客運 | 2024年7月12日  | 謝章穎、洪文凱               | 4分鐘  |
| 3    | 深夜驚醒的阿慶發現自己靠著客運車窗睡著了，客運巴士停在隧道中，門窗鎖死，手機也沒有訊號，拍打車窗想引起路過車子注意，都沒有效……                 |                |                              |        |
| 4    | 觀光巴士 | 2024年7月12日  | 曾莞婷、詹懷雲、高倩怡       | 9分鐘  |
| 4    | 阿光與豆花搭上觀光巴士，兩人看著風景閒聊談情說愛。這時，有個奶瓶滾了過來。阿光要把奶瓶還給媽媽，卻發現她懷中的嬰兒是個……                       |                |                              |        |
| 5    | 宵夜指南 | 2024年7月13日  | 游安順、胡釋安、晏柔中       | 9分鐘  |
| 5    | 深夜年輕情侶走進臭豆腐店，老闆淋上醬汁熱情分享老婆家傳配方，未料倉庫深處醃漬箱藏有秘密……                                                       |                |                              |        |
| 6    | 夜店 | 2024年7月15日  | 曾沛慈、何思靜、吳言凜       | 8分鐘  |
| 6    | 阿冠扶著喝醉的米米走出夜店準備撿屍，這時正義的Mandy衝出夜店喝止阿冠成功。米米醒來躺在Mandy的大腿上，究竟米米會被帶往何處？                     |                |                              |        |
| 7    | 大冒險 | 2024年7月15日  | 許莉廷、黃聖球、虹茜、簡建安 | 13分鐘 |
| 7    | 好友四人到廢墟大冒險，猜拳決定誰要單獨找著名的恐怖房間，裡面放著可怕的落難神像，傳說誰進去就會受詛咒倒大楣……                                   |                |                              |        |
| 8    | 夜跑 | 2024年7月16日  | 曾愷玹、陳映如               | 9分鐘  |
| 8    | 雅涵深夜公園夜跑，眼角餘光偷瞄陌生人跟著她移動，全力加速飛快甩開男子，以為已經甩開的同時，腳步聲伴隨著猙獰的嘶吼聲又再度傳來……                 |                |                              |        |
| 9    | 電影散場 | 2024年7月17日  | 高英軒、李劭婕               | 12分鐘 |
| 9    | 星途不順的阿誠接到殺人魔試鏡機會，女友要阿誠現場重演電影劇情，阿誠努力嘗試卻進不了狀況，女友言語激怒試圖讓他進入狀況，情況一發不可收拾……       |                |                              |        |
| 10   | 完美夜景 | 2024年7月18日  | 林柏宏、黃珮琪               | 8分鐘  |
| 10   | 騎著單車的陽光男孩阿翰，停下車想協助在路邊自拍的子諾，阿翰努力指揮想拍出美照，表情卻越來越詭異……                                               |                |                              |        |
| 11   | 代收包裹 | 2024年7月19日  | 陳妤、饒星星、傅顯皓         | 10分鐘 |
| 11   | 阿珍對門鄰居Annie愛網購但總不在家，阿珍覺得送貨員很辛苦，便答應幫忙代收。有一次，阿珍不小心摔了代收包裹後，掉出詭異的……                        |                |                              |        |
| 12   | 街景圖 | 2024年7月20日  | 邵雨薇、黃大旺               | 9分鐘  |
| 12   | 若嫻等紅綠燈時隨意滑著手機，看見熱門文章「意想不到！網路街景圖十大趣事」，心血來潮打開Google街景，發現一名阿伯總是出現在她附近……               |                |                              |        |
| 13   | 注意噪音 | 2024年7月21日  | 李沐、林志儒                 | 11分鐘 |
| 13   | 每天樓上房東傳來的噪音，讓長期失眠的小琪快崩潰。小琪怒火中燒的衝上樓找尋惡鄰居理論，卻看見房東被……                                             |                |                              |        |
| 14   | 入侵者 | 2024年7月22日  | 百白、喬瑟夫、姚吉慧         | 9分鐘  |
| 14   | 麗文在家愜意一邊吃晚餐，一邊跟好友通話聊天。好友提醒，最近常常有歹徒闖空門的新聞。砰！突然有人大力撞門，門把開始轉動……                         |                |                              |        |
| 15   | 智能家電 | 2024年7月23日  | 楊銘威、張琴、高詩婷         | 14分鐘 |
| 15   | 簡秋蘭住進女兒家，每天獨自在家被智能家電莫名開開關關的功能嚇得魂飛魄散，不僅屋內冷氣被開到最低，藥品也被鎖在房間……                             |                |                              |        |
| 16   | 室友的男朋友 | 2024年7月24日  | 黃湘婷、管麟                 | 9分鐘  |
| 16   | 小茜與好友合租公寓，回家空無一人，卻看到室友男友洗好澡走進房間，一臉陰沉盯著她看……                                                             |                |                              |        |
| 17   | 視訊會議 | 2024年7月25日  | 周采詩、陳慕帆               | 8分鐘  |
| 17   | 幹練的Patty帶著兒子佑佑一起到公司上班， Patty忙著跟日本總公司視訊會議隨意打發佑佑去跟同事Tina 玩，會議結束Patty 四處找不到佑佑……               |                |                              |        |
| 18   | 生日快樂 | 2024年7月26日  | 曾博恩、林葦妮               | 8分鐘  |
| 18   | 人緣好的主管Peter每年生日同事們都想方設法要惡整他，今年也不例外，各種惡作劇都被Peter 一一識破，直到……                                          |                |                              |        |
| 19   | 深夜加班 | 2024年7月27日  | 林思廷                       | 9分鐘  |
| 19   | 深夜，空蕩蕩的辦公室只剩欣妍還在敲打著鍵盤，突然辦公室的燈全暗了下來，影印機神秘地自動運作……                                                   |                |                              |        |
| 20   | 新主管 | 2024年7月28日  | 傅孟柏、黃冠智、初孟軒       | 13分鐘 |
| 20   | 房仲公司辦公室每個人都槁木死灰，原來是新主管上任後已經連續加班好幾天。忍無可忍的小組長大頭衝進主管辦公室為大家說話，沒想走出辦公室卻變了個人…… |                |                              |        |
| 21   | 辦公室戀情 | 2024年7月29日  | 江宜蓉                       | 9分鐘  |
| 21   | Tiffany每天收到愛心早餐及溫馨紙條，心中滿溢溫暖。但愛慕者連生理期都知曉，令她感到不安。想找出嫌疑者，卻發現錢包藏有令她驚恐的照片……            |                |                              |        |
| 22   | 吸煙區 | 2024年7月30日  | 姚元浩、李雪                 | 10分鐘 |
| 22   | 受職場霸凌的甜甜泛淚跑向頂樓吸煙區，碰到抽菸的文耀哥。暖男文耀哥安慰甜甜讓她重新出發，重振能量的甜甜之後卻被告知文耀哥當日已被資遣……           |                |                              |        |
| 23   | 公車禮儀 | 2024年7月31日  | 王渝萱、初孟軒               | 9分鐘  |
| 23   | 小倩在搖搖晃晃的公車上看到對街有位上班族阿恆正在狂奔而來，連忙請公車司機停車讓他上車。司機不耐煩開門，小倩開心自己做件好事時卻沒發現……         |                |                              |        |
| 24   | 試衣間 | 2024年8月1日   | 潘嘉麗、邵奕玫、林詩雅       | 9分鐘  |
| 24   | 高中生小紅、阿青到一家熱門服飾店試穿、拍照打卡。並沒有打算買下衣服，只是不斷試穿。但老闆絲毫不在意，一件件推薦，而且越來越暴露……               |                |                              |        |
| 25   | 人像素描 | 2024年8月2日   | 盧以恩、 余佩真              | 9分鐘  |
| 25   | Ada 和怡潔經過街頭畫攤，怡潔被畫家筆下的五官、神情、皮膚肌理和皺紋給深深吸引，怡潔單獨留下掃了畫家留在攤子上的 QR Code 要約作畫，卻發生了……    |                |                              |        |
| 26   | 恐怖扭蛋 | 2024年8月3日   | 蛇丸、胡椒                   | 10分鐘 |
| 26   | 網紅「皮蛋跟虎神」恐怖扭蛋特別企劃，現場直播扭出來的東西到底有多恐怖？沒想到變成一場真正的恐怖直播……                                           |                |                              |        |
| 27   | 進場人數 | 2024年8月4日   | 徐鈞浩、樓一安               | 10分鐘 |
| 27   | 商場大樓打烊清空，剛來接班的菜鳥警衛阿宏好奇看著計數器顯示「進場人數1人」，決定獨自進去黑暗的商場巡邏卻一無所獲。隔天，計數器人數又變成2人……   |                |                              |        |
| 28   | 五星評論 | 2024年8月5日   | 唐綺陽、黃河                 | 10分鐘 |
| 28   | 美食家沛沛在Google評論上是一名等級九的高級在地嚮導。一家五星餐酒館引起她的好奇。餐點水準之上但沛沛毫不掩飾當面打上「四顆星」，老闆無法忍受便…… |                |                              |        |
| 29   | 家庭套房 | 2024年8月6日   | 顏毓麟、許乃涵、許博硯       | 10分鐘 |
| 29   | 一家三口住進家庭親子套房，夜晚大人們雙雙的躺在床上入睡，媽媽被突然的聲音驚醒，卻遍尋不著身旁的孩子。最後發現兒子在遊戲區內的帳篷裡折著紙人……   |                |                              |        |
| 30   | 青年旅社 | 2024年8月7日   | 林敬倫、雷嘉汭、賀少俠       | 9分鐘  |
| 30   | 入住青年旅店的阿傑躺在下舖，上鋪情侶嬉鬧讓床架搖搖晃晃，阿傑無奈地戴上耳機。突然，鮮血滴落在阿傑的臉上……                                       |                |                              |        |
| 31   | 寵物友善 | 2024年8月8日   | 劉品言、曾少宗               | 10分鐘 |
| 31   | 粉圓帶著愛犬入住溫馨小巧的民宿，深夜粉圓入睡，睡夢中感受手部搔癢，雙眼矇朧地叫愛犬別舔要好好睡覺。但此時愛犬其實正在快樂的享受牠的狗罐頭……     |                |                              |        |
| 32   | 客房清潔 | 2024年8月9日   | 章廣辰、謝麗金、王真琳       | 12分鐘 |
| 32   | 清潔阿姨正在進行例行性打掃，突然在房間床下發現了不尋常的東西—疑似一具女屍正躺在那，正當她想報警時，房門打開，一位兇狠的年輕男子走了進來……      |                |                              |        |
| 33   | 日租套房 | 2024年8月10日  | 項婕如、林意箴               | 9分鐘  |
| 33   | 小瑜訂了台北公寓房，房東陽光開朗，小瑜也卸下心防，兩人互動也相談甚歡，房東幫她綁上雷鬼頭時，小瑜的手機響起才發現……                             |                |                              |        |
| 34   | Check-in | 2024年8月10日  | 吳思賢、廖允杰、韓亞熙       | 9分鐘  |
| 34   | 深夜飯店櫃檯阿民打開筆電，螢幕上顯示著針孔畫面，畫面裡的主角是入住的俊男美女，阿民看著螢幕裡親熱的兩人興奮不已，這時畫面卻開始充滿雜訊……       |                |                              |        |

## 外部連結
- 都市懼集 CATCHPLAY官網
- 都市懼集 官方Instagram

1. ↑  . 星島頭條. 2024-07-12  [2024-08-21]. （原始内容存档于2024-09-14） （中文（香港））.